# Marder II
De Marder II was een Duitse tankjager tijdens de Tweede Wereldoorlog, gebaseerd op het Panzer II chassis. Er werden er 576 gebouwd, 75 uit verbouwde Panzer II's.

## Geschiedenis

### Algemene inleiding over de Marder-reeks
Duitse tanks, met name de PzKpfw II, PzKpfw III en PzKpfw IV voldeden nog maar net aan de in begin 1941 geldende 'eisen' voor tanks en waren dan ook succesvol tijdens de Poolse Veldtocht (1939), de lage landen en Frankrijk (1940), de Balkan en Noord-Afrika (1941). Dit was echter meer te danken aan de kwaliteit van de bemanningen en de competente generaals dan aan de gevechtskwaliteiten van met name de sterk verouderde PzKpfw I en II, die in 1941 nog ruimschoots in actieve dienst waren.
Tijdens de invasie van de Sovjet-Unie (22 juni 1941) duurde het niet lang voor de Sovjets door hun voorraad eveneens verouderde BT-7, T-26, T-29, BT-8, T-40, T-50 en T-60 tanks heen waren. Deze 'grote schoonmaak' zorgde er begin 1942 voor dat de tanks die het meest voorkwamen aan het oostfront om de Duitse tanks te bestrijden, de T-34/76 en de KV-1 waren. Toen werd pijnlijk duidelijk dat oude en middelzware tanks, maar ook lichte/middelzware AT-kanonnen (zoals de 3,7 cm en 5 cm PaK-kanonnen) niet meer voldoende presteerden.
De Pantserdivisies aan het oostfront wisten zich maar amper te redden en konden nog een tijdje voordeel halen uit het feit dat Sovjet tankbemanningen slecht getraind waren, een laag moreel hadden en dat hun tanks niet of nauwelijks waren uitgerust met radio's (het laatste had een grote invloed op het falen van het Sovjet tankwapen in de eerste oorlogsjaren). Slimme tactieken en samenwerking met de Luftwaffe (met name de Junkers Ju 87b 'Stuka') hielden de balans nipt in het voordeel van de Duitsers. De Infanteriedivisies echter waren voornamelijk uitgerust met 37mm- en 50mm-PaK-kanonnen die, en dan met name de 37 mm PaK 36, weinig uithaalden tegen de oudere middelzware tanks. De 50 mm presteerde aanzienlijk beter, maar had nog steeds grote moeite met het pantser van de T-34 en de KV-1.
Zodoende smeekten de Duitse generaals al vrij snel om een volledige herbewapening van hun AT-arsenaal. 50mm-, 75mm- en 88mm-AT-kanonnen voorkwamen het uit balans raken van de kansen aan het front, echter niet voor lang.
Er werd haastig begonnen met het ontwikkelen van een effectief en mobiel AT-wapen als tussenoplossing tot de nieuwe generatie middelzware (PzKpfw IV F-G-J en Panther) en zware (Tiger) tanks het front bereikten (deze modellen waren nog steeds of kwamen later in ontwikkeling). Er werd besloten om het onderstel van de laatste uitvoering van de PzKpfw II (Ausf D1/D2) te gebruiken en de Marder ontstond.
Er zijn drie verschillende Marder-series gebouwd: de Marder I, II en III. Opmerkelijk is dat de II eerder dan de I en III en de III eerder dan de I.
Alhoewel er een aantal Marders zijn geleverd aan verschillende Pantserdivisies, werd het voertuig in principe ontwikkeld voor gebruik in Infanteriedivisies, in zogenaamde Panzerjäger Batallionen.

### Marder II
De verovering van vele honderden Russische 76,2mm-AT/veldkanonnen tijdens de veldtocht in de Sovjet-Unie was voor Duitse ontwerpers een ideale kans om een effectief wapen te produceren tegen lage kosten als tussenoplossing tot de nieuwe generatie PzKpfw IV en PzKpfw V klaar zouden zijn. Dit was hard nodig aangezien de meest voorkomende AT-kanonnen (3,7 cm en 5,0 cm PaK) en tanks (PzKpfw II en PzKpfw III) niet voldoende effectief bleken in het bestrijden van de Sovjettanks T-34 en KV-1.
Ontwikkeling van dit voertuig begon in december 1941 en tegen april 1942 rolden de eerste voertuigen van de band. Simpel gezegd was de Marder II een PzKpfw II, gestript van de geschutskoepel en uitgerust met een 76,2mm-Sovjetkanon achter een gepantserd schild.
Het Sovjetkanon (76,2 mm F-22 Model 1936 of 76,2 mm PaK 36(r) L/51 voor de Duitsers), dat overigens minder presteerde dan de 75 mm PaK 40 ondanks de langere loop en iets groter kaliber, werd omgebouwd om de PaK-40 granaat te kunnen afvuren. Dit om er zeker van te zijn dat munitie altijd voorhanden was in Duitse depots en om niet afhankelijk te zijn van buitgemaakte voorraden.
Deze eerste Marder-serie is te herkennen aan het sterk afwijkende PzKpfw II D1/D2 onderstel.